# Soko Crew
Soko Crew ist eine 2002 gegründete Hip-Hop-Crew aus Hamburg.

## Name
Die Initialen der beiden Gründer Stilo One und Käptn Odsche bilden das Wort Soko. Der Bandphilosophie entsprechend kann man den Namen auch als Abkürzung für Sonderkommission deuten, die nach Aussage der Mitglieder den Auftrag hat, Rap zu retten.

## Bandgeschichte
Vor Entstehung der Soko Crew waren alle Mitglieder entweder lange Zeit mit Soloprojekten oder in anderen Formationen beschäftigt. Durch viele Aufnahmen im Heimstudio, Freestylesessions auf Hip-Hop-Veranstaltungen und Auftritten wurden Erfahrungen gesammelt und die Qualität der Texte und Beats verbessert.
Die alten Bekannten Stilo (Stefan Orth) und Odsche (Ole Pries) trafen sich 2001 in Hamburg nach längerer Zeit wieder. Man verstand sich nicht nur musikalisch auf Anhieb gut, und so wurden bei Stilo in der Ziviwohnung erste Aufnahmen gemacht. Die Soko Crew wurde gegründet. Nach der Fertigstellung des Albums "Mit dem Knüppel ins Gedächtnis" wurde der Produzent Tom Bertholdt mit ins Boot geholt, um die Crew mit Instrumentals für das Album "Rhythmus der Stadt" und andere zukünftige Projekte zu unterstützen. Als gelernter Tontechniker blieb dennoch Stilo One für den Hauptanteil der Beats und das Mastering verantwortlich. Im Laufe der Zeit kamen Odsches Freunde aus früheren Zeiten dazu, der Rapper Macknum (Simon Hollmann) und DJ ESure (Igor Vassiliev). Das Album "Vom Regen in die Schnauze" entstand.

## Diskografie
Alben
- Mit dem Knüppel ins Gedächtnis (2002)
- Rhythmus der Stadt (10/2004)
- Mixtape: Von Sokoland nach Cali (11/2005)
- Vom Regen in die Schnauze (08/2006)